# Caroline Machoro
Caroline Machoro-Reignier, née le 19 octobre 1952 dans la tribu de Nakéty située entre les villages de Canala et Thio, est une femme politique indépendantiste kanak de Nouvelle-Calédonie.
Militante de l'Union calédonienne (UC), elle préside le groupe du Front de libération nationale kanak et socialiste (FLNKS) au Congrès de la Nouvelle-Calédonie de 2011 à 2014 et est l'une des signataires de l'accord de Matignon du 26 juin 1988. 

## Issue d'une famille de militants
Caroline Machoro est la sœur cadette d'Éloi Machoro, secrétaire général (et donc numéro deux) de l'UC à partir de 1981 et ministre de la Sécurité du « Gouvernement provisoire de Kanaky » (GPK) dès sa création en 1984, connu pour être l'un des principaux organisateurs des actions sur le terrain des comités de lutte de la côte Est au début des Évènements des années 1980 et pour avoir été tué par les forces de l'ordre le 12 janvier 1985. Comme son frère aîné et ses sœurs Marie-Françoise et Philomène, c'est une activiste indépendantiste très engagée. Caroline Machoro va connaître pour sa part, pendant cette période, quatre mois de prison.

## Collaboratrice de Léopold Jorédié
Secrétaire d'administration, elle est une collaboratrice de Léopold Jorédié (lui-aussi originaire de Canala et second d'Éloi Machoro jusqu'à son décès, il lui a succédé comme « ministre de la Sécurité »), président de la Région Centre de 1985 à 1988. Participant à la délégation du FLNKS emmenée par Jean-Marie Tjibaou à Paris pour négocier un retour à la paix civile avec les anti-indépendantistes du Rassemblement pour la Calédonie dans la République (RPCR) de Jacques Lafleur, elle est ainsi l'une des signataires de l'accord de Matignon du 26 juin 1988. 
Elle est ensuite, après la mise en place des nouvelles institutions nées des accords, directrice adjointe (du 1er janvier 1990 au 1er mars 1991, secondant ainsi Raphaël Pidjot) puis directrice de cabinet (du 1er mars 1991 au 1er avril 1992) du président de l'Assemblée de la Province Nord, qui n'est autre que Léopold Jorédié. Elle devient ensuite le 1er avril 1992 l'un des deux secrétaires généraux de cette même province, jusqu'au 1er août 1994. Après un stage d'anglais effectué en Nouvelle-Zélande, elle revient au cabinet de Léopold Jorédié en tant que chargée de mission pour la coopération régionale et les relations avec la Communauté économique européenne le 17 mars 1995, puis pour le tourisme, les PME-PMI et la coopération régionale toujours à partir du 25 mars 1997. 

## Carrière élective
Elle est élue pour la première fois en 2001 conseillère municipale de Canala, en troisième position sur la liste UC de Gilbert Tyuienon, qui obtient pour sa part le fauteuil de maire. Elle est réélue en 2008, cette fois-ci en deuxième place. Elle n'est plus candidate en 2014. 

### Premier mandat au Congrès (2004-2009)
Aux élections provinciales du 9 mai 2004, elle est deuxième sur la liste UC menée par le président du parti de l'époque, Pascal Naouna, dans le Nord : avec 5 576 voix et 27,12 % des suffrages, elle obtient le deuxième meilleur score (derrière l'UNI-FLNKS du président sortant Paul Néaoutyine) et 7 sièges à l'assemblée provinciale dont 5 siégeant également au Congrès. Caroline Machoro fait donc son entrée dans ces deux institutions. Au Congrès, elle est vice-présidente de la commission permanente (qui délibère en dehors des sessions plénières) à partir du 27 juillet 2004, et rapporteur de la commission de la Santé et de la Protection sociale à partir du 31 juillet 2007, jusqu'à la fin de la mandature. Elle rapporte deux projets de lois du pays votés le 15 décembre 2004, l'un relatif à l'évaluation en douane des marchandises importées et l'autre instaurant une taxation forfaitaire sur les envois postaux de faible valeur. 

### Deuxième mandat au Congrès (2009-2014)
Lors des élections provinciales du 10 mai 2009, elle est en quatrième place sur la liste UC-FLNKS cette fois-ci tirée par Gilbert Tyuienon, qui obtient 6 420 voix (29,63 %) et 8 conseillers provinciaux dont toujours 5 également membres du Congrès, talonnant l'UNI de Paul Néaoutyine. Elle redevient membre de la commission permanente, mais n'en est plus la vice-présidente. À la place, elle occupe l'une des huit vice-présidences au sein du bureau du Congrès : la septième du 22 mai 2009 au 13 juillet 2010, la cinquième du 13 juillet 2010 au 1er avril 2011 et du 1er au 19 août 2011, la deuxième du 1er avril au 1er août 2011 et du 19 août 2011 au 29 août 2012, la sixième du 29 août 2012 au 8 août 2013 et la quatrième du 8 août 2013 jusqu'à la fin de la mandature le 11 mai 2014. Elle préside également la commission de la Législation et de la Règlementation générales à partir de 2009. Elle est de plus candidate à la présidence du Congrès lors du renouvellement du 13 juillet 2010, face au sortant, l'anti-indépendantiste Harold Martin (Avenir ensemble). Elle obtient 17 voix (les 12 de son groupe FLNKS de tendance UC ajoutés aux 4 du Parti travailliste et à celle de Nidoïsh Naisseline du LKS, tandis que les 6 élus de l'UNI ont décidé de voter blanc) contre 20 à Harold Martin (les 13 votes du Rassemblement-UMP, les 6 de l'Avenir ensemble-LMD et une des deux du RPC, tandis que la deuxième élue de ce parti et les 10 membres de Calédonie ensemble choisissent aussi le vote blanc).   
Vice-présidente du groupe FLNKS, elle en prend la tête après l'élection de Rock Wamytan à la présidence du Congrès (avec les voix des anti-indépendantistes du Rassemblement-UMP et de l'Avenir ensemble) le 1er avril 2011. Très investie depuis son premier mandat sur les questions fiscales, elle devient de plus présidente de la nouvelle commission spéciale du Congrès chargée d'étudier les projets ou propositions de texte relatifs à la réforme globale de la fiscalité calédonienne, créée le 30 novembre 2011. Des accusations réciproques d'inaction sur le sujet de la vie chère ou de récupérations politiques sont régulièrement lancées entre elle et le gouvernement de Harold Martin. Le 13 mai 2013, à deux jours du lancement d'une nouvelle grève générale et de manifestations par l'intersyndicale contre la vie chère, les membres de l'exécutif local Harold Martin, Sonia Backes et Anthony Lecren annoncent une série de propositions notamment de réforme de la fiscalité directe afin d'augmenter le pouvoir d'achat des classes moyennes, par exemple par la révision des tranches de l'impôt sur le revenu des personnes physiques (IRPP, les plafonds supérieurs des deuxièmes, troisièmes et quatrièmes premières tranches étant élevés respectivement à 2 millions de revenus annuels au lieu de 1,8 million, à 3,4 millions au lieu de 3 millions et à 7,4 millions au lieu de 4,5 millions), la suppression de certaines niches fiscales ou une taxation des dividendes. Dans le même temps, Harold Martin attaque le parti Calédonie ensemble ainsi que le Congrès et plus particulièrement la commission spéciale présidée par Caroline Machoro, affirmant vouloir : « redire quelques bonnes vérités sur la vie chère. Il faut que les Calédoniens sachent bien que la lutte contre la vie chère est verrouillée par l'Intersyndicale vie chère ainsi que par Calédonie ensemble. Tout doit être discuté par la commission vie chère au Congrès, le gouvernement attend que des instructions lui soient données ». De même, il affirme que l'exécutif local attend que « la commission spéciale en charge de la réforme fiscale [au Congrès, présidée par Caroline Machoro] passe commande au gouvernement », en précisant qu'elle « poursuit ses travaux jusqu’en juin » 2013. Ces projets de réforme fiscale, notamment des tranches de l'IRPP, sont attaqués en retour par Caroline Machoro, qui les estime « irresponsables » et qui affirme qu'elle « ne voit pas pourquoi on redonnerait du pouvoir d’achat à ceux qui en ont déjà alors qu’on ne fait rien pour les plus défavorisés », ainsi que par Calédonie ensemble. Des attaques auxquelles Harold Martin ainsi que Sonia Backes répondent à leur tour assez vivement, le président du gouvernement déclarant : « Donc dire que la réforme ne bénéficiera qu’aux plus riches des foyers imposables, c’est n’importe quoi. On ne peut tout de même pas dire qu’on fait partie des classes aisées lorsqu’on gagne 160 000 francs par mois ».
À l'Assemblée de la Province Nord, elle préside la commission de l'Environnement.
Elle est désignée comme candidate suppléante du FLNKS dans la 2e circonscription (comprenant les îles Belep ainsi que la Grande Terre sans Nouméa), aux côtés du titulaire Jean-Pierre Djaïwé du Palika, aux élections législatives de 2012.

### Troisième mandat au Congrès (depuis 2014)
Aux élections provinciales du 11 mai 2014, elle est, comme cinq ans auparavant, en quatrième position sur la liste UC-FLNKS toujours menée par Gilbert Tyuienon. Celle-ci resserre son écart avec la liste UNI de Paul Néaoutyine tout en ne réussissant pas à prendre le dessus, avec 8 274 voix soit 35,36 % des suffrages exprimés (602 votes et 2,57 points de moins que la formation du président de province sortant) et 9 sièges sur 22 dont 6 au Congrès. 
De nouveau élue dans ces deux institutions, elle devient la vice-présidente du groupe « UC-FLNKS et Nationaliste » au Congrès, le plus important avec 15 membres, à égalité avec celui de Calédonie ensemble, la présidence revenant à Rock Wamytan. Lors de la première séance de la mandature, le 23 mai 2014, elle est la candidate de son groupe à la présidence de cette assemblée, recueillant alors les 15 voix de son camp contre 29 à Gaël Yanno qui était soutenu par l'ensemble des élus non indépendantistes, 9 à l'UNI Émile Néchéro et 1 bulletin blanc (venant de l'unique membre issu du LKS, Basile Citré). Le même jour, elle mène également la liste présentée par son groupe pour l'élection des vice-présidents du Congrès, avec une nouvelle fois la division des indépendantistes. Elle devient alors la 2e vice-présidente de l'assemblée. Elle devient de plus vice-présidente de la commission permanente et présidente de la commission des relations extérieures.
Après le renouvellement des instances dirigeantes du Congrès le 16 juillet 2015, elle n'est plus la candidate de son groupe à la présidence de l'assemblée, Rock Wamytan étant alors porté par les deux groupes politiques indépendantistes, et perd la vice-présidence de la commission permanente au profit de Jacques Lalié. Elle reste toutefois membre de cette dernière, ainsi que 2e vice-présidente du Congrès et présidente de la commission des relations extérieures.

## Vie privée
Elle est mariée à Gérard Reignier, autre militant de l'UC dont il est le secrétaire général (et numéro deux) depuis 2007, originaire de la Métropole et implanté politiquement dans le Sud, au Mont-Dore. 